# أبريل مونتيلا
أبريل مونتيلا بارا (بالإسبانية: Abril Montilla Parra) هي ممثلة إسبانية، ولدت في 3 أكتوبر 2000 في مالقة في إسبانيا.

## روابط خارجية
- Abril Montilla على موقع IMDb (الإنجليزية)